# Wapen van Oosterbroek

Het wapen van Oosterbroek per 17 maart 1966

Het wapen van Oosterbroek kent twee versies. De eerste werd op 17 maart 1966 per Koninklijk Besluit door de Hoge Raad van Adel aan de Groninger gemeente Oosterbroek toegekend na samenvoeging van de gemeenten Noord- en Zuidbroek per 1 juli 1965. De tweede versie werd per 12 oktober 1990 toegekend na toevoeging van de gemeenten Meeden en Muntendam per 1 januari 1990. De nieuwe gemeente behield in eerste instantie zijn naam, maar ruim een jaar later op 1 februari 1991 koos de gemeenteraad voor de naam Menterwolde. 

## Blazoenering
De blazoenering van het wapen van 17 maart 1966 luidt als volgt:
Verdeeld door de omgekeerde gaffelsnede; rechts in keel een dwarsbalk van goud, waaroverheen een burcht van zilver, geopend en gevoegd van sabel; links in goud drie ringen van sabel, paalsgewijze geplaatst, de middelste ring groter dan de beide overige en halverwege over deze heen geplaatst; onder in sabel 7 gepunt uitlopende vlammende palen van azuur, geboord van goud. Het schild gedekt met een gouden kroon van 3 bladeren en 2 paarlen.
Voor de blazoenering van het wapen van 12 oktober 1990 en de verklaring ervan wordt verwezen naar het wapen van Menterwolde.

## Verklaring
In het wapen van 17 maart 1966 wordt niet teruggegrepen op elementen uit de wapens die de voormalige gemeenten voerden. In plaats daarvan werd een nieuw wapen getekend met drie velden die met een gaffelsnede zijn samengevoegd. In I verwijst de burcht naar het geslacht Gockinga, die in de 14e eeuw de Gockingaborg bouwden en zo het verkeer naar Groningen, tot uiting gebracht in de dwarsbalk door de burcht, belemmerden. De ringen in II hebben een dubbele betekenis; allereerst symboliseren ze de samenvoeging van de gemeenten Noord- en Zuidbroek tot een grote gemeente Oosterbroek. Daarnaast symboliseren ze ook de vondst van een kringurnenveld in de gemeente. De vlammen in III verwijzen naar het aardgas in de grond. Het schild is gedekt met een gravenkroon.
Adorp
· Aduard
· Appingedam
· Baflo
· Bedum
· Beerta
· Bellingwedde
· Bellingwolde
· Bierum
· De Marne
· Delfzijl 
· Eemsmond
· Eenrum
· Ezinge
· Finsterwolde
· Grijpskerk
· Grootegast
· Haren
· Hefshuizen
· Hoogezand
· Hoogezand-Sappemeer
· Hoogkerk
· Kantens
· Kloosterburen
· Leek
· Leens
· Loppersum
· Marum
· Meeden
· Menterwolde
· Middelstum
· Midwolda
· Muntendam
· Nieuweschans
· Nieuwe Pekela
· Nieuwolda
· Noordbroek
· Noorddijk
· Oldehove
· Oldekerk
· Onstwedde
· Oosterbroek
· Oude Pekela
· Reiderland
· Sappemeer
· Scheemda
· Slochteren
· Stedum
· Ten Boer
· Termunten
· Uithuizen
· Uithuizermeeden
· Ulrum
· Usquert
· Vlagtwedde
· Warffum
· Wedde
· Wildervank
· Winschoten
· Winsum
· 't Zandt
· Zuidbroek
· Zuidhorn